# Adrián Mateos
Adrián Mateos Díaz, né le 1er juillet 1994 à Madrid, est un joueur professionnel de poker espagnol. Il est le vainqueur du Main Event des World Series of Poker Europe 2013,.

## Biographie

### Carrière au poker
En 2013, il remporte, en janvier, le Main Event de l'étape de Madrid de l'Estrellas Poker Tour, empochant 103 053 €, puis, en octobre, le Main Event des World Series of Poker Europe 2013, à Enghien-les-Bains, empochant 1 000 000 €,.
En mai 2015, il remporte le Main Event de l'étape de Monte-Carlo de l'European Poker Tour, empochant 1 082 000 €.
En juin 2016, il gagne son deuxième bracelet des World Series of Poker, en remportant le tournoi Summer Solstice pour un gain de 409 171 $,.
En juin 2017, il gagne son troisième bracelet, en remportant le tournoi Heads-Up Championship pour un gain de 336 656 $,.
En juin 2017, il cumule plus de 9 000 000 $ de gains en tournois,.